# Xyloscia dentifera
Xyloscia dentifera là một loài bướm đêm trong họ Geometridae.